# Caio Domenico Gallo
Caio Domenico Gallo (Messina, 28 febbraio 1697 – Messina, 20 ottobre 1780) è stato uno storico e letterato italiano, cittadino del Regno di Sicilia.

## Biografia
Nacque a Messina nel 1697. Inizialmente fu allievo del giurista Francesco Castelli, ma non esercitò mai la professione forense, svolgendo, semmai, l'attività di "scritturale, o sia razional detentore di conti" presso il Senato Messinese e per conto di alcune Confraternite cittadine, nonché al servizio del Duca di Saponara.
Non è dato sapere come Gallo si formò nelle arti letterarie, certo è che fu grande amico di Gian Battista Smorto uno dei maggiori esponenti dell'Accademia della Clizia di Messina; lo stesso Gallo risulta tra gli iscritti a detta accademia. Anche se non lo si trova iscritto alle accademie messinesi "Dei Pericolanti" e "Degli Accorti", è certo che prese parte a quelle palermitane del "Buon Gusto" e "Degli Ereini", in quella modenese "dei Dissonanti" e tra gli Arcadi di Roma.
Fortemente attaccato alle sorti della città di Messina, nel 1719, combatté, nella battaglia di Francavilla di Sicilia contro gli Austriaci a fianco degli Spagnoli di Filippo V.
Nel 1733 sposò la messinese Angela Inga, dal matrimonio nacque Andrea Gallo (1734-1814), che diventò poi un erudito scienziato. Politicamente filo-spagnolo ed antitedesco visse quasi in povertà fino alla morte, e pare che questa povertà sia stata mitigata solo dalla generosità della duchessa di Saponara, che lo lasciò erede di una rendita annua di 24 onze.
C.D. Gallo morì a Messina nel 1780

## Gli Annali
Legatissimo alla sua città natale, si impose il difficile compito di scrivere la storia di Messina fin dalla sua fondazione. Fu questa la sua opera principale.
"Gli Annali della città di Messina capitale del Regno di Sicilia dal giorno di sua fondazione fino a tempi presenti" è il titolo dell'opera che venne realizzata attingendo al materiale archivistico custodito presso congregazioni e monasteri o altre istituzioni locali.
L'opera del Gallo si propose l'ambizione di ricostruire le vicende cittadine lungo un amplissimo arco di tempo, che parte dalle origini più antiche per giungere agli eventi contemporanei.
Tale opera venne divisa in quattro tomi, i primi due vennero pubblicati verso il 1756/58 a cura del Senato Messinese e di Flavia Eustochio De Giovanni, duchessa di Saponara, protettrice del Gallo; mentre il terzo ed il quarto tomo vennero pubblicati postumi nel 1804.
Come sopra accennato, gli Annali non gli fruttarono grandi guadagni, tanto che, Andrea Gallo, figlio dell'autore, ebbe ad affermare che il padre "campò pizzenti e pizzenti muriu" (visse e morì da miserabile).
Lo stesso Gallo ebbe a dire: "mannai la Storia a li centu diavuli / E dissi: è megghiu mi ci cuntu favuli" (ho mandato al diavolo la storia, e dissi: sarebbe stato meglio raccontare favole!)
Tuttavia, nel 1804, gli Accademici Peloritani, editori del IV tomo, così definirono la monumentale opera di C.D.Gallo: "gli Annali sono sicuramente uno strumento essenziale di conoscenza della storia di Messina, una di quelle opere di indiscussa utilità, che, nonostante i pregiudizi, gli errori, l'ignoranza e le passioni dei tempi, fornisce gli elementi più certi per la formazione di una vera storia".

## Opere
- Gli Annali della Città di Messina, capitale del Regno di Sicilia, dal giorno di sua fondazione fino a tempi presenti, in 2 tomi, 1755-1758: 
  - (Tomo 1-1755);
  - (Tomo 2-1758);
- Gli Annali della Città di Messina, capitale del Regno di Sicilia, dal giorno di sua fondazione fino a tempi presenti, 1877-1895, Messina, Tip. Filomena, voll. 8 (postumo), continuazione a cura di Gaetano Oliva
- Dizionario Siciliano (inedito)
- Olé olé olé, megghiu vinu chi café, ditirambo in vernacolo (inedito)